# Джонстон (Шотландия)
Джо́нстон (англ. Johnstone, гэльск. Baile Iain, скотс Johnstoun) — город в области Ренфрушир в Шотландии. Находится в трёх милях к западу от соседнего города Пейсли и в двенадцати милях к западу от Глазго.

## Известные жители
- Джордж Рид — политик, четвёртый премьер-министр Австралии.
- Гордон Рамзи — шеф-повар, телеведущий.
- Питер Тобин — серийный убийца.
- Джим Лейтон — профессиональный футболист.